# Arne Garborg
Arne Garborg, nato Aadne Eivindsson Garborg (25 gennaio 1851 – Time, 14 gennaio 1924), è stato uno scrittore norvegese.

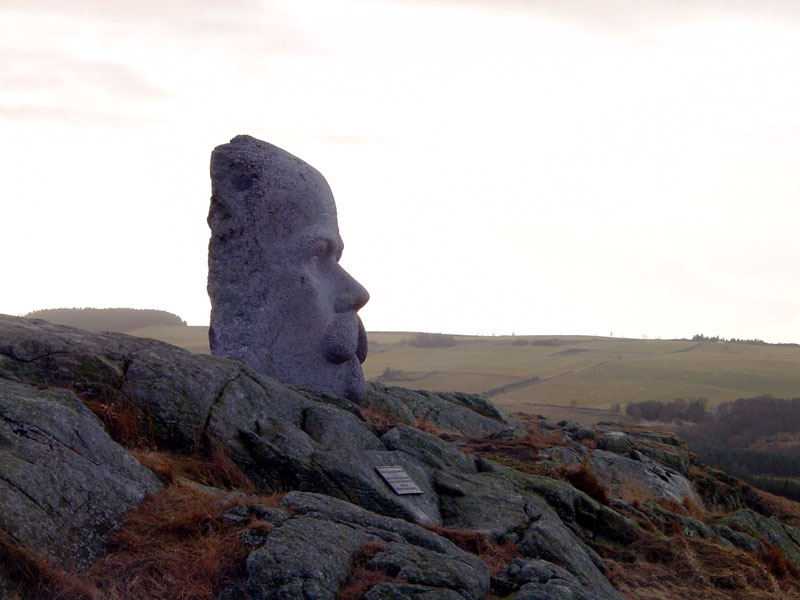
Scultura lapidea di Arne Garborg, collocata nei pressi della sua abitazione a Knudaheio.

Garborg sostenne la lingua Landsmål (oggi nota come Nynorsk, o Nuovo Norvegese), come lingua letteraria; tradusse l'Odissea in Nynorsk. Nel 1877 fondò il settimanale Fedraheim, in cui sollecitava le riforme in ambito politico sociale, religioso, agrario e linguistico. Si sposò con Hulda Garborg.

## Biografia e carriera

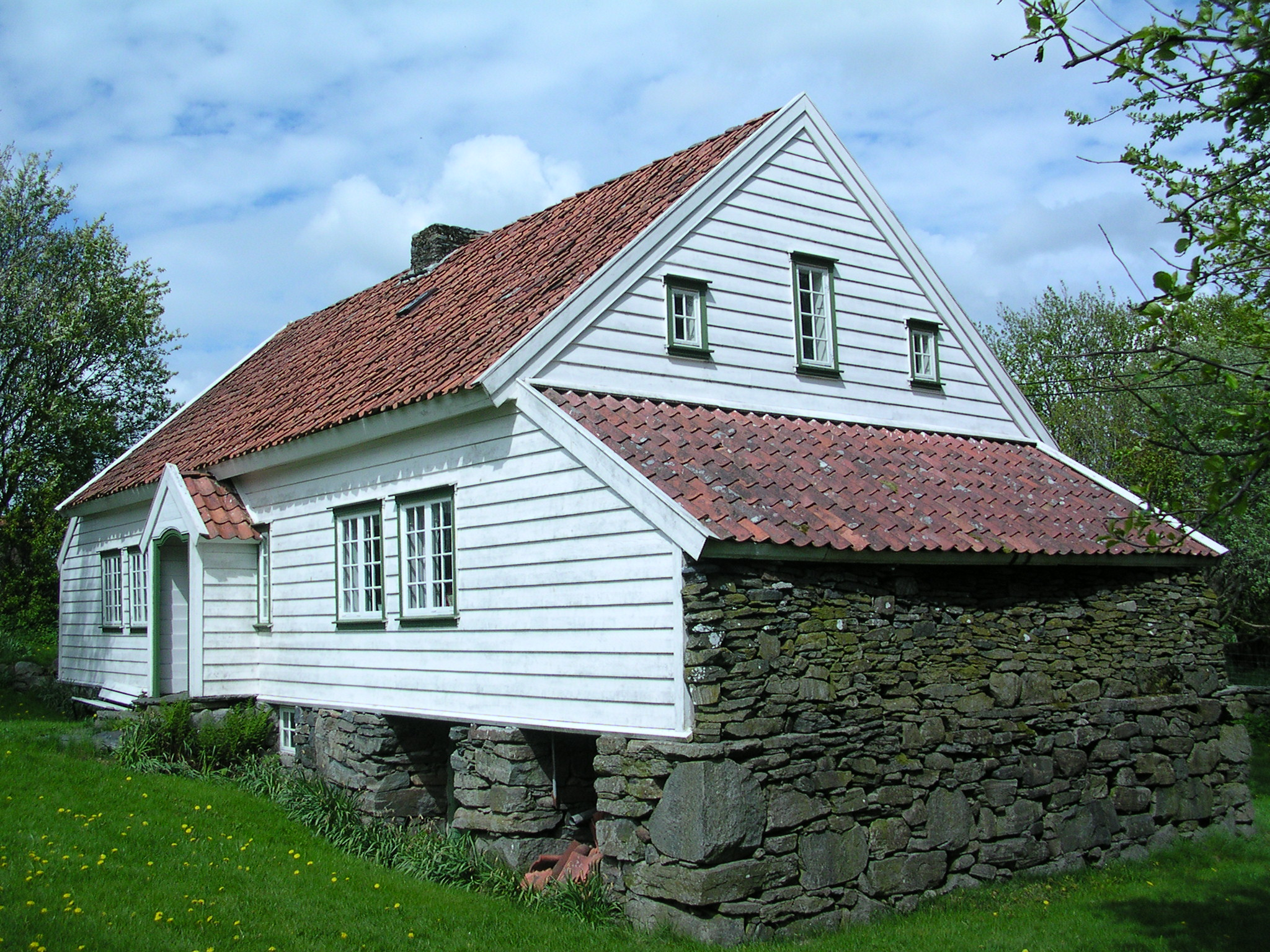
Casa natale di Garborg a Jæren, oggi utilizzata come casa museo.

Garborg è cresciuto in una fattoria denominata Garborg, presso Undheim, Time nel distretto di Jæren, contea di Rogaland. Cresciuto insieme ad otto fratelli. Nonostante sia noto come autore, iniziò la sua attività come giornalista. Nel 1872 fondò il giornale Tvedestrandsposten, e nel 1877 il Fedraheimen, in cui lavorò come direttore editoriale sino al 1892. Negli anni 1880 lavorò anche come giornalista per il Dagbladet. Nel 1894 preparò il terreno, insieme a Rasmus Steinsvik, per il giornale Den 17de Mai; che poi venne rinominato Norsk Tidend nel 1935.
Le sue novelle sono profonde e avvincenti mentre i suoi saggi sono chiari e perspicaci. Non fui mai incline a tenersi alla larga dalle discussioni. Il suo lavoro affrontava l'argomento del giorno, inclusa l'impatto della religione sui tempi moderni, i conflitti traidentità nazionale ed europea e la possibilità della gente comune di partecipare effettivamente ai processi e alle decisioni politiche.

### Opere
- Ein Fritenkjar (1878)
- Bondestudentar (1883)
- Forteljingar og Sogar (1884)
- Mannfolk (1886)[3]
- Uforsonlige (1888)
- Hjaa ho Mor (1890)
- Kolbotnbrev (1890) (Lettere)

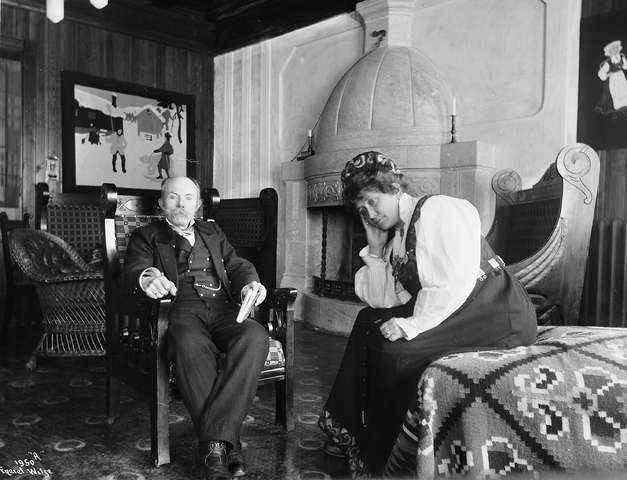
Garborg con sua moglie Hulda nel 1910.

- Trætte Mænd (1891)  (pubblicato in inglese come Tired Men o Weary Men)
- Fred (1892)  (pubblicato in inglese come Peace)
- Jonas Lie. En Udviklingshistorie (1893)
- Haugtussa (1895) (Poesia)
- Læraren (1896)
- Den burtkomme Faderen (1899) (pubblicato in inglese come The Lost Father)
- I Helheim (1901)
- Knudahei-brev (1904) (Lettere)
- Jesus Messias (1906)
- Heimkomin Son (1906)
- Dagbok 1905-1923 (1925-1927) (Diario)
- Tankar og utsyn (1950) (Saggi)

### Citazioni
(Arne Garborg, Editoriale sul The Weekender Newspaper. Cluny, Alberta, Canada, 4 marzo 2005.)